# Tragocerus halmaturina
Tragocerus halmaturina är en skalbaggsart som beskrevs av Johann Gottlieb Otto Tepper 1887. Tragocerus halmaturina ingår i släktet Tragocerus och familjen långhorningar. Inga underarter finns listade i Catalogue of Life.